# Swo
Le swo (ou fo, shwo, sô, sso) est une langue bantoue du groupe makaa-njem parlée au Cameroun, dans la région du Centre, le département du Nyong-et-Mfoumou et l'arrondissement d'Akonolinga, dans les cantons de Melane et Emvane, également dans la région de l'Est et le département du Haut-Nyong.
Avec 9 000 locuteurs en 1992, c'est une langue en danger.

## Écriture
| Majuscules | A | B | D | E | Ə | F | G | I | Ɨ | K | L | M | N | Ŋ | O | P | S | T | U | V | W | Y | Z |
| Minuscules | a | b | d | e | ə | f | g | i | ɨ | k | l | m | n | ŋ | o | p | s | t | u | v | w | y | z |

Les tons ne sont pas écrits sur les mots particuliers sauf pour certains sens grammaticaux comme le futur indiqué avec l’accent circonflexe sur la première voyelle pour le différencier du passé moyen, ou avec le tréma sur la première voyelle pour indiquer le présent négatif pour le différencier du passé proche affirmatif.